# Johan Edström (politiker)
Johan Fredrik Edström, född 11 mars 1817 i Knista församling, Örebro län, död 23 juli 1882 i Strömstad, Göteborgs och Bohus län (folkbokförd i Edsbergs församling, Örebro län), var en svensk kronolänsman och riksdagsman.
Edström var kronolänsman i Edsbergs härad. Som politiker var han ledamot av riksdagens andra kammare 1871–1875, invald i Edsbergs, Lekebergs, Grimstens och Hardemo häraders valkrets.